# François-Auguste Gevaert
François-Auguste Gevaert (Huysse, 1828 – Bruxelles, 1909) è stato un compositore belga.

## Biografia
Nel 1847 vinse il Prix de Rome belga, lo stesso anno vi partecipò anche il compositore Jacques-Nicolas Lemmens il quale ricevette, invece, il secondo premio. Trasferitosi a Parigi, continuò a dedicarsi alla composizione e succedette a François-Joseph Fétis alla direzione del Conservatorio di Bruxelles.
Membro delle Accademie di Berlino, Bruxelles e Parigi, deve la sua fama a vari trattati musicologici.